# Катастрофа F-4 над Северным Вьетнамом 26 июля 1967 года
Катастрофа F-4 над Северным Вьетнамом 26 июля 1967 года — серьёзное авиационное происшествие, произошедшее с самолётом F-4 Военно-воздушных сил США в ходе Вьетнамской войны.

## Описание
В среду 26 июля 1967 года два самолёта F-4C «Фантом» II (позывные Buick 1 и Buick 2) из состава 433-й тактической истребительной эскадрильи 8-го тактического истребительного крыла Военно-воздушных сил США (авиабаза Убон, Таиланд) выполняли ночной вылет на боевую разведку вдоль дороги № 15, шедшей из Лаоса в Северный Вьетнам через перевал Му Зя и являвшейся одним из основных транспортных маршрутов «тропы Хо Ши Мина». Самолёты вылетели из Убона в 21:00 по местному времени. Находясь над территорией Северного Вьетнама примерно в 24 км севернее — северо-восточнее перевала в районе населённого пункта Зыонгкуан, лётчики обнаружили колонну грузовиков, состоявшую из 6—10 машин и шедшую в южном направлении. В 21:40 по местному времени оба самолёта начали выполнять боевой заход на колонну, атаковав её неуправляемыми авиационными ракетами. При выполнении второго захода на цель ведомый самолёт внезапно взорвался в воздухе.

## Поисково-спасательные мероприятия
После потери ведомого самолёта ведущий сообщил о произошедшем на воздушный командный пункт и начал поиск экипажа разбившегося «Фантома». Попытки связаться с лётчиками по радиосвязи не увенчались успехом. В воздухе не было замечено парашютов, также не была зафиксирована работа аварийных маячков. В связи с тем, что место крушения было расположено в глубине вражеской территории, полномасштабная поисково-спасательная операция не проводилась.

## Самолёт
Истребитель-бомбардировщик Макдоннел F-4C-24-MC «Фантом» II (серийный номер 64-0848, заводской номер 1205) был закуплен Военно-воздушными силами США в 1964 году. В 8-е тактическое истребительное крыло он был передан из состава 33-го тактического истребительного крыла в сентябре 1966 года. Сначала он находился в 497-й тактической истребительной эскадрилье, в ноябре того же года был передан 433-й тактической истребительной эскадрилье.

## Экипаж
Экипаж самолёта (позывной Buick 2) состоял из двух человек:
- пилот — капитан Ричард Эймс Клафлин,
- оператор системы вооружения — 1-й лейтенант Ричард Бразик.

Оба члена экипажа были зачислены в пропавшие без вести. Никакой информации об их судьбе не было получено, и их не оказалось в числе военнопленных, освобождённых Северным Вьетнамом в 1973 году. В связи с этим 9 октября 1973 и 28 мая 1974 года секретарь ВВС США признал Ричарда Бразика и Ричарда Эймса погибшими. По состоянию на 2006 год их останки не обнаружены. Посмертно они повышены в звании — Бразик стал капитаном, Клафлин — майором. Имена обоих лётчиков приведены на 24-й панели восточного крыла Стены Мемориала ветеранов Вьетнама.

## Причина
Причина потери самолёта не была установлена, но предполагается, что он разбился в результате преждевременной детонации своих боеприпасов в момент атаки цели. При этом в книге Криса Хобсона утверждается, что произошёл взрыв авиабомб, в то время как на сайте организации Task Force Omega говорится о взрыве неуправляемых ракет.